# Ketawanggede
Ketawanggede is een bestuurslaag in het regentschap Malang van de provincie Oost-Java, Indonesië. Ketawanggede telt 10.399 inwoners (volkstelling 2010).